# Carl Haeckel
Carl Gottlob Haeckel (* 22. November 1781 in Hirschberg; † 4. Oktober 1871) war ein preußischer Jurist und Beamter.

## Leben
Carl Gottlob Haeckels Vater Christian Benjamin Haeckel (1757–1813) gründete und betrieb in Kunersdorf eine Leinwandbleicherei namens „Haeckelbleiche“. Carl Gottlob Haeckel war der einzige Sohn aus Christian Benjamin Haeckels Ehe mit Johanna Regina Haeckel, geborene Rilke (1758–1839).
Carl Gottlob Haeckel studierte Rechtswissenschaften von 1799 bis 1802 in Halle/Saale und in Breslau. Über seine Jugend und Studienzeit verfasste er in vorgerückten Jahren einen Bericht, mit dem er Gustav Freytag bei seinen Vorarbeiten zu dessen Bildern aus der deutschen Vergangenheit unterstützen wollte. 
Haeckel wurde nach seiner Referendarzeit in Breslau dann Stadtsyndikus in Landeshut. Nach Napoleon Bonapartes Feldzug gegen Preußen engagierte er sich heimlich im Widerstand gegen die Franzosen. 1808 wurde er Mitglied im Tugendbund. 1809 wurde er in Landeshut Direktor des Stadtgerichts. Von 1811 bis 1815 war er als Kommissar für die Säkularisation des Klosters Grüssau beauftragt. Mit Beginn der Befreiungskriege trat er 1813 dem Lützowschen Freikorps bei. Kurz darauf erfolgte die Abkommandierung als Ordonnanzoffizier in den Stab der von Gebhard Leberecht von Blücher geführten Schlesischen Armee.
Im Jahre 1816 wurde Haeckel Mitglied der Regierung zu Potsdam, Provinz Brandenburg, und leitete dort ab 1819 das städtische Kommunaldepartement. 1835 wurde er nach Merseburg im Regierungsbezirk Merseburg der preußischen Provinz Sachsen versetzt, wo er als Oberregierungsrat  für Schul- und Kirchenangelegenheiten zuständig war. Nach seine Pensionierung zog er im September 1851 nach Berlin.
Bekannt ist, dass Carl Haeckel sich seit der Studienzeit mit Philosophie, Geschichte und Geographie befasste und nach seiner Pensionierung noch Vorlesungen von Carl Ritter und Johann Gustav Droysen besuchte.
Carl Haeckel war zweimal verheiratet. Seine erste Gattin Henriette Emilie Lampert starb 1817 nach einem Jahr Ehe. 1822 heiratete er in zweiter Ehe Charlotte Auguste Henriette Sethe (1799–1889), Tochter von Christoph von Sethe. Aus der Ehe gingen zwei Kinder hervor: Karl Haeckel (1824–1897) und Ernst Haeckel (1834–1919).

## Auszeichnungen
- 1813: Eisernes Kreuz